# Verjni Janchakrak
Verjni Janchakrak (del ruso: Верхний Ханчакрак) es un jútor del ókrug urbano de la ciudad-balneario de Anapa del krai de Krasnodar, en el sur de Rusia. Está situado al sur del delta del Kubán, en las estribaciones de poniente del Cáucaso Occidental, 24 km al norte de la ciudad de Anapa y 123 km al oeste de Krasnodar. Tenía 315 habitantes en 2010.
Pertenece al municipio Pervomaiskoye.